# إدوارد شتاينبرغ
إدوارد شتاينبرغ (بالروسية: Штейнберг, Эдуард Аркадьевич)‏ هو رسام روسي، ولد في 3 مارس 1937 في موسكو في روسيا، وتوفي في 28 مارس 2012 في باريس في فرنسا.